# رئاسة يوليسيس جرانت

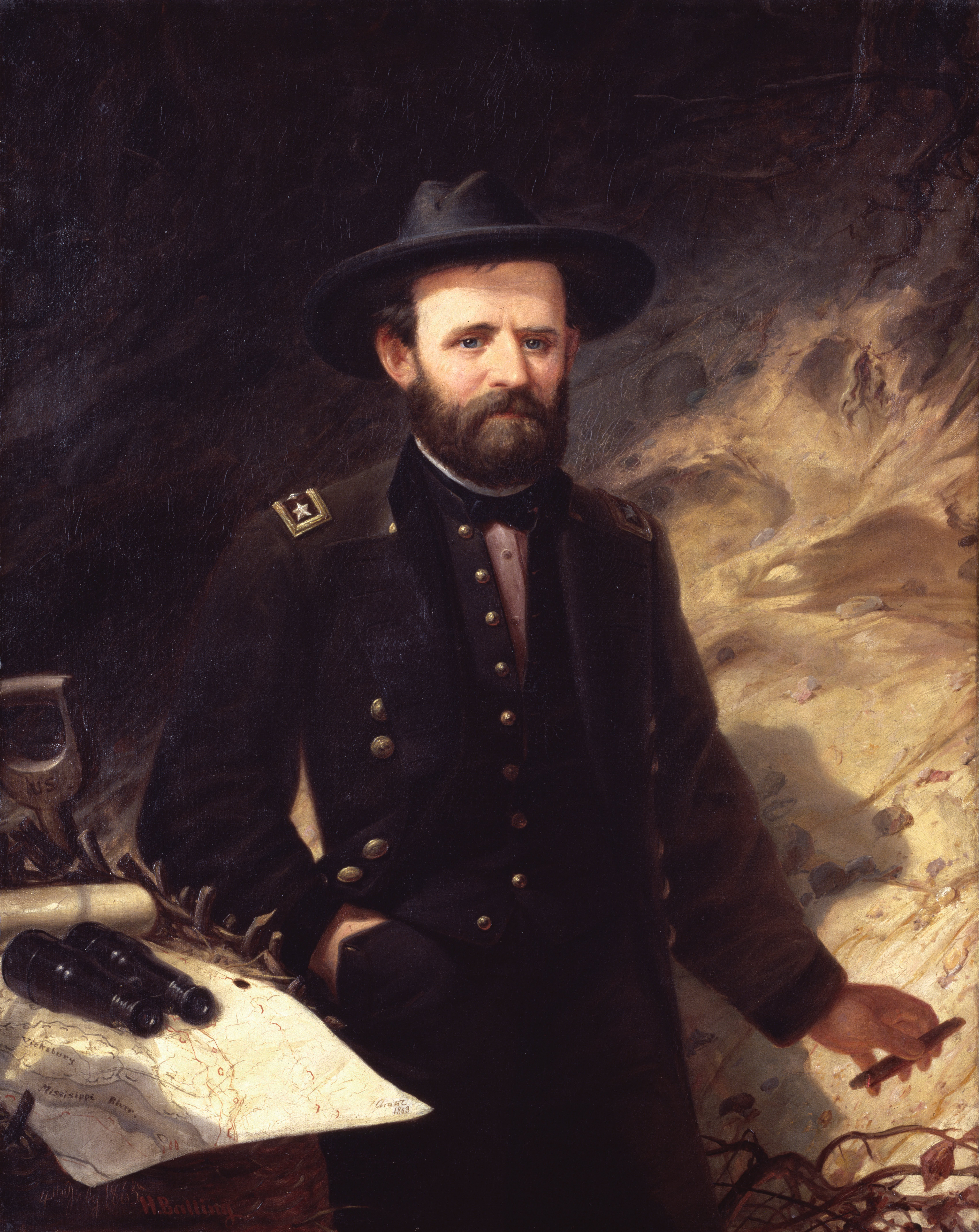
يوليسيس جرانت (1865)

بدأت رئاسة يوليسيس س. جرانت في 4 مارس عام 1869، عندما تولى منصب الرئيس الثامن عشر للولايات المتحدة، وانتهت في 4 مارس عام 1877.
حدث عصر إعادة الإعمار خلال فترتي ولاية جرانت. سببت منظمات كو كلوكس كلان حالات عنف واسعة النطاق في جميع أنحاء الجنوب ضد الأمريكيين الأفارقة. بحلول عام 1870، أُعيد إدخال جميع الولايات الكونفدرالية السابقة في الولايات المتحدة وتم تمثيلها في الكونغرس. مع ذلك، رفض الديمقراطيون ومالكو العبيد السابقون أن يكتسب المعتوقين حق التصويت بموجب التعديل الخامس عشر لدستور الولايات المتحدة، ما دفع الكونغرس لتمرير ثلاثة قوانين إلزامية للسماح للحكومة الفيدرالية بالتدخل عند فشل الدول في حماية حقوق المعتوقين. بعد انتشار حالات العنف التي سببتها منظمات كلان في أواخر ستينيات القرن التاسع عشر، بدأ جرانت ونائبه العام أموس ت. أكيرمان حملة قمع على نشاط كلان في الجنوب، بدءًا من كارولاينا الجنوبية، حيث أرسل جرانت القوات الفيدرالية للقبض على أعضاء كلان. أدى هذا إلى تسريح الأعضاء وساعد في ضمان انتخابات نزيهة في عام 1872.
بدلًا من تطوير كادر من المستشارين السياسيين الجديرين بالثقة، كان جرانت يعتمد على نفسه في اختيار وزراء حكومته. اعتمد بشكل كبير على زملائه السابقين في الجيش، الذين كانوا ذوي خبرة ضئيلة في السياسة ويفتقرون إلى الوعي بالأخلاق المدنية. ابتلت إدارته بفضائح عديدة، بما في ذلك مزاعم الرشوة والاحتيال والمحسوبية. رد جرانت على تهم الفساد، وفي بعض الأحيان، عين إصلاحيين، مثلًا لتدمير وملاحقة حلقة الويسكي. بالإضافة إلى ذلك، طور جرانت قضية إصلاح الخدمة المدنية، أكثر من أي رئيس سابق له، إذ أنشأ أول لجنة للخدمة المدنية في أمريكا. في عام 1872، وقع جرانت على قانون الكونغرس الذي أنشأ منتزه يلوستون الوطني، وهو أول منتزه وطني في البلاد.
كانت الولايات المتحدة في سلام مع العالم طوال السنوات الثماني التي قضاها جرانت في المنصب، لكن تعامله مع السياسة الخارجية كان متباينًا. استمر توتر العلاقات مع القبائل الأمريكية الأصلية في الغرب. في عهد وزير الخارجية هاميلتون فيش، أعادت معاهدة واشنطن العلاقات مع بريطانيا وحلّت تعويضات ألباما المثيرة للجدل، بينما تمت تسوية قضية فرجينيوس مع إسبانيا سلميًا. حاول جرانت ضم جزيرة سانتو دومينغو الكاريبية، لكن مجلس الشيوخ قمع عملية الضم. تحسنت سمعة جرانت الرئاسية في أثناء القرن الحادي والعشرين بسبب منح جرانت الحقوق المدنية لذوي البشرة السوداء.

## خلفية
كان يوليسيس س. جرانت من مواليد ولاية أوهايو، وولد عام 1822. بعد تخرجه من أكاديمية وست بوينت عام 1843، خدم في الحرب المكسيكية الأمريكية. في عام 1848، تزوج جرانت من جوليا وأنجب منها أربعة أطفال. استقال من الجيش عام 1854. عند بداية الحرب الأهلية الأمريكية، عاد جرانت إلى الجيش في عام 1861. ارتقى في الجيش بصفته جنرالًا ناجحًا. حقق جرانت انتصارات حاسمة في فيكسبيرغ وتشاتانوغا وتمت ترقيته إلى القائد العام لجيش الاتحاد من قبل أبراهام لينكون. هزم جرانت في النهاية روبرت إدوارد لي، بعد اشتباكات عنيفة في ويلدرنس وبطرسبرغ. استسلم لي لجرانت في أبوماتوكس، وانتهت الحرب عام 1865. بعد الحرب، خدم جرانت تحت قيادة أندرو جونسون، وكان مسؤولًا عن فرض إعادة الإعمار، بالإضافة إلى كونه مسؤولًا عن النزاعات الهندية بين المستوطنين. نشأت الخلافات بين جرانت وجونسون عندما دافع جرانت عن عملية إعادة الإعمار في الكونغرس، التي ألغت العبودية وأعطت ذوي البشرة السوداء المواطنة، مقارنةً بإعادة الإعمار تحت قيادة جونسون، التي تجاوزت الكونغرس وكانت متعاطفة مع الجنوبيين من ذوي البشرة البيضاء.

## انتخابات عام 1868
استند صعود شعبية جرانت السياسية بين الجمهوريين إلى قيادته العامة الناجحة التي هزمت روبرت إدوارد لي، وانفصاله المفاجئ عن الرئيس أندرو جونسون. كان ترشيحه للرئاسة حتميًا ولم يشهد أي معارضة. عين مندوبو الحزب الجمهوري بالإجماع جرانت مرشح الرئاسة في مؤتمر مايو الذي عقد في شيكاغو. رُشح الناطق باسم مجلس النواب الأمريكي، سكايلر كولفاكس، لمنصب نائب الرئيس.
دعا برنامج الحزب الجمهوري لعام 1868 إلى منح حق التصويت للأمريكيين الأفارقة في الجنوب، لكنه أبقى القضية مفتوحة في الشمال. عارض استخدام العملة الخضراء الأمريكية، وأمر باعتماد الذهب فقط كعملة لاسترداد السندات الأمريكية، وشجع الهجرة، وأيد الحقوق الكاملة للمواطنين المتجنسين، وفضل إعادة الإعمار الجذرية كونها مختلفة عن السياسة المتساهلة التي تبناها الرئيس أندرو جونسون. في خطاب قبول جرانت، قال: «لنحقق السلام». أصبحت هذه الكلمات الشعار الشعبي للجمهوريين.
فاز جرانت في الانتخابات الرئاسية فوزًا ساحقًا في المجمع الانتخابي، إذ حصل على 214 صوتًا مقابل 80 صوتًا لسيمور. حصل جرانت أيضًا على 52.7% من الأصوات الشعبية على مستوى البلاد. تم تعزيز هامش انتصار جرانت من قبل ست ولايات جنوبية يسيطر عليها الجمهوريون، بينما بقيت العديد من الكونفدراليات السابقة ممنوعة عن التصويت.

## الفترة الأولى 1869-1873
تناول خطاب جرانت الافتتاحي في 4 مارس عام 1869 أربع أولويات. أولًا، قال جرانت إنه سيقترب من إعادة الإعمار «بهدوء، دون تحيز أو كراهية أو كبرياء قطاعي؛ متذكرين أن أعظم فائدة لأكبر عدد من المواطنين هو تحقيق ما يمكن الحصول عليه». ثانيًا، تحدث جرانت عن الوضع المالي للأمة، داعيًا إلى «العودة إلى الأساس النقدي». ثالثًا، تحدث جرانت عن السياسة الخارجية، داعيًا إلى احترام الأمريكيين على قدم المساواة في جميع أنحاء العالم. رابعًا، دعا جرانت إلى إقرار التعديل الخامس عشر، الذي يمنح ذوي البشرة السوداء، أو العبيد السابقين، الحق الدستوري في التصويت. 
فاجأت خيارات مجلس وزراء جرانت الأمة بامتناع جرانت عن الحصول على الاستشارات التقليدية من الجمهوريين البارزين. قوبلت حكومته بالنقد والتأييد على حد سواء. عين جرانت إليهو ب. واشبورن وزيرًا للخارجية، كمجاملة لكونهما صديقان، ليعمل لفترة وجيزة فقط في المنصب، ثم تعين وزيرًا في فرنسا. بعد ذلك، عين جرانت المحافظ هاميلتون فيش، الحاكم السابق لنيويورك، خليفًا لواشبورن. عين جرانت التاجر الثري في نيويورك، ألكسندر تي ستيوارت، وزيرا للخزانة، ولكن سرعان ما استُبعد بموجب قانون فيدرالي يحظر على أي شخص في منصب حكومي الانخراط في التجارة. عندما لم يعدّل الكونغرس القانون، بناءً على طلب جرانت، عين جرانت بإحراج عضو الكونغرس من ماساتشوستس، جورج إس. بوتويل ليحل محل ستيوارت. بالنسبة لوزير الحرب، عين جرانت رئيس أركان الجيش السابق، جون آرون رولينز، ولكن، توفي رولينز بسبب مرض السل في سبتمبر عام 1869. بعد ستة أسابيع، عين جرانت الجنرال السابق في جيش الاتحاد، ويليام وورث بيلناب، ليحل محل رولينز.